# Christian Vieri
Christian Vieri (Bolonia, 12 de julio de 1973) es un exfutbolista italiano que jugó en clubes de la Serie A, así también como en España en La Liga con el Atlético de Madrid y en Francia con el Mónaco. Llegó a ser un delantero letal que llamó la atención de varios clubes y se pudo desempeñar a tal grado que consiguió el pichichi en España en la temporada 1997-1998 de la Liga con 24 anotaciones en 24 partidos,  pero sus malas relaciones con los españoles terminaron por detonar su regreso al calcio, donde primero jugó en Lazio para después terminar por volver con el Internazionale donde fue el equipo en el que mejores dividendos dio en su carrera. Se retiró en julio de 2009 jugando para Atalanta.

## Biografía

### Inicios
De niño, Vieri se trasladó a Australia, residiendo en el suroeste de la ciudad de Sídney. Su padre, al cual llamaban Bob –de ahí el apodo de «Bobo»–, jugó en uno de los clubes de la ciudad. Durante su estancia en el país, Vieri jugó al fútbol y al cricket, llegando a afirmar además que le habría gustado ser jugador profesional de cricket, su hermano también es jugador de fútbol profesional e incluso fue internacional con la selección Australia en 2004.

### Carrera en Italia
Vieri comenzó su carrera como jugador en el Marconi Stallions. Mientras estuvo allí, fue descubierto por el Torino FC, equipo con el que jugó su primer partido de la Serie A tras fichar por él en 1991, debutando en la Serie A. En 1992, Vieri se unió a las filas del modesto AC Pisa, que por aquel entonces jugaba en la Serie C, allí marcó dos goles, a la temporada siguiente se marchó al Ravenna de la Serie B, allí tuvo buenas actuaciones, marcando hasta 12 goles. Después se marchó al FBC Venezia donde marcó 11 goles, tras lo cual probó suerte en el Atalanta de Bérgamo, marcando 7 goles. Entonces vino su paso más importante, fichando por la Juventus en 1996, jugando 23 partidos y marcando 8 goles, convirtiéndose en el máximo goleador de la Juventus de ese año junto a Alen Boksic.

### Temporada en España
En 1997 puso rumbo a España para jugar en el Club Atlético de Madrid, con Jesús Gil y Gil como presidente, consiguiendo la cifra de 24 goles en 24 partidos y logrando el trofeo Pichichi de la Liga española, pero las pésimas relaciones con el entrenador Radomir Antić propiciarion su salida del club a final de esa temporada, incorporándose a la SS Lazio de Roma. 
Con el importe obtenido con su traspaso, el club español conseguiría cancelar la deuda que tenía contraída con la Hacienda pública española.

### Vuelta a Italia
Con la Lazio, Vieri consiguió 12 goles en la Serie A y ganó la Recopa de Europa de la UEFA con el club romano. En 1999, con la llegada de Massimo Moratti a la presidencia del Inter, Vieri fichó por el club lombardo a cambio de 32 millones de euros, cifra récord por aquel entonces, y que aún hoy día, sigue siendo el fichaje más caro de la historia del Inter. Como curiosidad, Vieri vistió el dorsal número 32, se dice que como reflejo del pago por él.
En el Inter, Vieri formó una de las más peligrosas parejas atacantes junto al brasileño Ronaldo, aunque debido a las lesiones, no jugaban juntos a menudo. En la temporada 2001-02, Vieri llegó a la cifra de 22 goles en 25 partidos, pero en toda su carrera en el Inter, nunca logró ganar el Scudetto. En la temporada 2002-03, el Inter llegó a semifinales de la UEFA Champions League, pero fue derrotado por el Milan: Vieri no pudo disputarla debido a una lesión. Fue capocannoniere en Serie A con 24 goles en 23 partidos.
Con la marcha de Héctor Cúper y la llegada de Alberto Zaccheroni, Vieri mostró su descontento tanto por esta decisión como por la marcha de su compañero Hernán Crespo al Chelsea, con la marcha de Zaccheroni en verano de 2004 y la llegada de Roberto Mancini, Vieri mejoró sus números formando una muy buena pareja atacante con el brasileño Adriano.

### La marcha del Inter
En el verano de 2005, Vieri y el Inter llegaron a un acuerdo para rescindir el contrato del italiano, Vieri fichó por el eterno rival del Internazionale, el Milan, y solamente hizo 2 goles. En 2006, Vieri firmó un contrato de solo 6 meses con el Mónaco de la Ligue 1. En realidad, el objetivo de Vieri era ser convocado para el Mundial 2006, pero sus lesiones le impidieron ser llamado para la cita Mundialista en la cual Italia se coronaría como campeón del mundo.
En el verano de 2006, Vieri firmó un contrato con la Sampdoria italiana, pero un mes después, firmó con el Atalanta, un contrato por una temporada, tras finalizar dicho contrato, fichó por la Fiorentina, e hizo 9 goles. Tras eso, fichó de nuevo por el Atalanta y solo hizo 2 goles y en julio de 2009 Vieri se retiró como futbolista profesional.

## Selección nacional
Fue Internacional con la Selección de Italia en 49 ocasiones y convirtió 23 goles. Jugó 9 partidos en la Copa Mundial, convirtiendo 9 goles.

### Participaciones en Copas del Mundo
| Mundial                  | Sede                     | Resultado                | Partidos | Goles | Prom. |
| ------------------------ | ------------------------ | ------------------------ | -------- | ----- | ----- |
| Copa Mundial de 1998     | Francia                  | Cuartos de final         | 5        | 5     | 1,00  |
| Copa Mundial de 2002     | Corea del Sur y Japón    | Octavos de final         | 4        | 4     | 1,00  |
| Total en Copas del Mundo | Total en Copas del Mundo | Total en Copas del Mundo | 9        | 9     | 1,00  |

### Participaciones en Eurocopas
| Euro          | Sede     | Resultado    | Partidos | Goles |
| ------------- | -------- | ------------ | -------- | ----- |
| Eurocopa 2004 | Portugal | Primera fase | 3        | 0     |

## Clubes
| Club               | País    | Año         |
| ------------------ | ------- | ----------- |
| Torino             | Italia  | 1991 - 1992 |
| Pisa Calcio        | Italia  | 1992 - 1993 |
| Ravenna Calcio     | Italia  | 1993 - 1994 |
| Venezia            | Italia  | 1994 - 1995 |
| Atalanta           | Italia  | 1995 - 1996 |
| Juventus           | Italia  | 1996 - 1997 |
| Atlético de Madrid | España  | 1997 - 1998 |
| Lazio              | Italia  | 1998 - 1999 |
| Internazionale     | Italia  | 1999 - 2005 |
| Milan              | Italia  | 2005 - 2006 |
| Mónaco             | Francia | 2006 - 2007 |
| Atalanta           | Italia  | 2007 - 2008 |
| Fiorentina         | Italia  | 2008 - 2009 |
| Atalanta           | Italia  | 2009 - 2010 |

## Estadísticas

### Clubes
| Club | Temporada     | Liga  | Liga  | Copas (1) | Copas (1) | Internacional (2) | Internacional (2) | Total (3) | Total (3) | Promedio |
| Club | Temporada     | Part. | Goles | Part.     | Goles     | Part.             | Goles             | Part.     | Goles     | Promedio |
| --- | ------------- | ----- | ----- | --------- | --------- | ----------------- | ----------------- | --------- | --------- | -------- |
| Torino · Italia |               |       |       |           |           |                   |                   |           |           |          |
| 1991-92 | 6             | 1     | 1     | 1         | —         | —                 | 7                 | 2         | 0.29      |          |
| 1992-93 | 1             | 0     | 1     | 0         | —         | —                 | 2                 | 0         | 0.00      |          |
| Total club | 7             | 1     | 2     | 1         | 0         | 0                 | 9                 | 2         | 0.22      |          |
| Pisa Calcio · Italia |               |       |       |           |           |                   |                   |           |           |          |
| 1992-93 | 18            | 2     | —     | —         | —         | —                 | 18                | 2         | 0.11      |          |
| Total club | 18            | 2     | 0     | 0         | 0         | 0                 | 18                | 2         | 0.11      |          |
| Ravenna Calcio · Italia |               |       |       |           |           |                   |                   |           |           |          |
| 1993-94 | 32            | 12    | —     | —         | —         | —                 | 32                | 12        | 0.38      |          |
| Total club | 32            | 12    | 0     | 0         | 0         | 0                 | 32                | 12        | 0.38      |          |
| Venezia · Italia |               |       |       |           |           |                   |                   |           |           |          |
| 1994-95 | 29            | 11    | —     | —         | —         | —                 | 29                | 11        | 0.38      |          |
| Total club | 29            | 11    | 0     | 0         | 0         | 0                 | 29                | 11        | 0.38      |          |
| Atalanta · Italia |               |       |       |           |           |                   |                   |           |           |          |
| 1995-96 | 19            | 7     | 2     | 2         | —         | —                 | 21                | 9         | 0.43      |          |
| 2006-07 | 7             | 2     | —     | —         | —         | —                 | 7                 | 2         | 0.29      |          |
| 2008-09 | 9             | 2     | —     | —         | —         | —                 | 9                 | 2         | 0.22      |          |
| Total club | 35            | 11    | 2     | 2         | 0         | 0                 | 37                | 13        | 0.43      |          |
| Juventus · Italia |               |       |       |           |           |                   |                   |           |           |          |
| 1996-97 | 23            | 8     | 5     | 1         | 9         | 5                 | 37                | 14        | 0.38      |          |
| Total club | 23            | 8     | 5     | 1         | 9         | 5                 | 37                | 14        | 0.38      |          |
| Atlético de Madrid · España |               |       |       |           |           |                   |                   |           |           |          |
| 1997-98 | 24            | 24    | 1     | 0         | 7         | 5                 | 32                | 29        | 0.91      |          |
| Total club | 24            | 24    | 1     | 0         | 7         | 5                 | 32                | 29        | 0.91      |          |
| Lazio · Italia |               |       |       |           |           |                   |                   |           |           |          |
| 1998-99 | 22            | 12    | 2     | 1         | 4         | 1                 | 28                | 14        | 0.50      |          |
| Total club | 22            | 12    | 2     | 1         | 4         | 1                 | 28                | 14        | 0.50      |          |
| Internazionale · Italia |               |       |       |           |           |                   |                   |           |           |          |
| 1999-00 | 19            | 13    | 5     | 5         | 1         | 0                 | 25                | 18        | 0.72      |          |
| 2000-01 | 27            | 18    | 0     | 0         | 5         | 1                 | 32                | 19        | 0.59      |          |
| 2001-02 | 25            | 22    | 1     | 0         | 2         | 3                 | 28                | 25        | 0.89      |          |
| 2002-03 | 23            | 24    | 0     | 0         | 14        | 3                 | 37                | 27        | 0.73      |          |
| 2003-04 | 22            | 13    | 1     | 0         | 9         | 4                 | 32                | 17        | 0.53      |          |
| 2004-05 | 27            | 13    | 3     | 3         | 6         | 1                 | 36                | 17        | 0.47      |          |
| Total club | 143           | 103   | 10    | 8         | 37        | 12                | 190               | 123       | 0.65      |          |
| A.C. Milan · Italia |               |       |       |           |           |                   |                   |           |           |          |
| 2005-06 | 8             | 1     | 1     | 1         | 5         | 0                 | 14                | 2         | 0.14      |          |
| Total club | 8             | 1     | 1     | 1         | 5         | 0                 | 14                | 2         | 0.14      |          |
| Monaco Francia |               |       |       |           |           |                   |                   |           |           |          |
| 2006-2007 | 7             | 3     | 2     | 1         | 2         | 1                 | 11                | 5         | 0.45      |          |
| Total club | 7             | 3     | 2     | 1         | 2         | 1                 | 11                | 5         | 0.45      |          |
| Fiorentina · Italia |               |       |       |           |           |                   |                   |           |           |          |
| 2007-08 | 26            | 6     | 1     | 0         | 12        | 3                 | 39                | 9         | 0.23      |          |
| Total club | 26            | 6     | 1     | 0         | 12        | 3                 | 39                | 9         | 0.23      |          |
| Total carrera | Total carrera | 286   | 139   | 44        | 19        | 14                | 2                 | 476       | 273       | 0.57     |
| (1) Incluye datos de la Copa de Alemania, Copa de Islandia, Copa de los Países Bajos, Copa de Grecia y Copa del Rey. (2) Incluye datos de la Liga de Campeones de la UEFA. (3) No incluye goles en partidos amistosos. |               |       |       |           |           |                   |                   |           |           |          |

## Palmarés

### Torneos nacionales
| Título      | Club           | País   | Año  |
| ----------- | -------------- | ------ | ---- |
| Serie A     | Juventus       | Italia | 1997 |
| Copa Italia | Internazionale | Italia | 2005 |

### Torneos internacionales
| Título                | Club     | Sede       | Año     |
| --------------------- | -------- | ---------- | ------- |
| Copa Intercontinental | Juventus | Japón      | 1996    |
| Supercopa de Europa   | Juventus | Italia     | 1996    |
| Recopa de Europa      | Lazio    | Inglaterra | 1998-99 |

### Distinciones individuales
| Distinción                                      | Año  |
| ----------------------------------------------- | ---- |
| Pichichi de la Primera División de España       | 1998 |
| Bota de bronce de la Copa Mundial de la FIFA    | 1998 |
| Oscar del Calcio como Mejor Futbolista Italiano | 1999 |
| Oscar del Calcio como Mejor Futbolista          | 1999 |
| Oscar del Calcio como Mejor Futbolista Italiano | 2002 |
| Capocannonieri de la Serie A                    | 2003 |
| FIFA 100 Greatest Players                       | 2004 |

## Vida privada
Christian Vieri es hijo de Roberto Vieri y hermano de Massimiliano Vieri, ambos también exjugadores profesionales de fútbol.
Es promotor del futvóley y del pádel, habiendo organizando en Miami el torneo Bobo Summer Cup para ambos deportes.